# Institut supérieur franco-allemand de techniques, d'économie et de sciences
L’Institut supérieur franco-allemand de techniques, d’économie et de sciences (ISFATES), en allemand Deutsch-Französisches Hochschulinstitut (DFHI), est le produit d’une coopération universitaire entre l’Université de Lorraine (l'université Paul-Verlaine - Metz avant la fusion des universités lorraines) et la Hochschule für Technik und Wirtschaft des Saarlandes. 

## Historique

### Création de l'institut (1978)
Quinze ans après la signature du traité de l'Élysée scellant l'amitié franco-allemande, les deux états ratifient la convention intergouvernementale portant création de l'ISFATES, le 15 septembre 1978 lors du 32e sommet franco-allemand d'Aix-la-Chapelle.
Premier du genre dans l'enseignement supérieur universitaire européen, cet Institut unique et original, dont la mission est de former des spécialistes techniques et commerciaux réellement bilingues a permis, jusqu'en 1999, aux étudiants à bac + 2 de suivre un enseignement qui se déroulait en deux ans, en Sarre et à l'université de Metz, l'ISFATES étant alors une unité d'enseignement et de recherche (UER) de cette université.
L'ISFATES permettait d'accéder à une licence, puis à une maîtrise française dans trois domaines : électrotechnique, constructions mécaniques et économie d'entreprise et de gestion, puis dans de nouvelles filières, en génie civil (1988), informatique (1995) et logistique (2002).

### Création de l'Université franco-allemande (1997)
L'Université franco-allemande est créée lors du 70e sommet franco-allemand de Weimar. Aujourd'hui, outre l'ISFATES, elle regroupe plus de 150 universités et institutions.

### L'ISFATES «nouvelle version» (1999)
En 1999, à la demande du ministère de l'éducation nationale français et en accord avec les partenaires institutionnels français et allemands, l'ISFATES entreprend une réforme en profondeur de ses formations.
Désormais, le recrutement se fera au niveau du Baccalauréat, sur une durée d'études de quatre ans, en alternance entre l'université de Metz et la HTW des Saarlandes, avec le diplôme terminal de maîtrise de l'université de Metz et le Diplom de la Hochschule des Saarlandes.

### Réforme Licence-Master (2005)
Dès la rentrée 2005-2006, afin de conserver son caractère novateur, l'ISFATES passe dans le LMD (Licence Master Doctorat) en créant un diplôme conjoint franco-allemand au niveau licence/bachelor et au niveau master, et renforce ainsi la lisibilité européenne de ses diplômes. Par ailleurs, un cursus tri-national est proposé dans la filière génie civil, en coopération avec l'université du Luxembourg.

## Formations
L’institut compte sept filières :
- Sciences de gestion
- Génie électrique
- Génie mécanique
- Génie civil (depuis 1988)
- Informatique (depuis 1995)
- Logistique (depuis 2002)
- Management du tourisme international (depuis 2016)

Depuis 2005, celles-ci sont intégrées au système licence-master.